# Escolo moundino
L'Escòla mondina (orthographié à l'origine Escolo moundino) était une association créée à Toulouse en 1892 par Auguste Fourès et d'autres félibres de la région toulousaine dans le but d'enseigner et promouvoir la langue occitane.
L'Escolo moundino, s'appellerait ainsi en référence à la lengua moundina, la langue populaire de Toulouse, par opposition à celle des clercs, et qui était utilisée par le poète du XVIIe siècle Pierre Goudouli.
L'école publiait à partir de janvier 1894 la  revue Tèrra d'òc.

## Histoire
L'Escolo moundino fut créée le 11 mai 1893. Prospèr Estieu et Antonin Perbòsc furent parmi les créateurs et les membres les plus actifs. D'autres membres connus, comme Bernard Sarrieu ou Xavier de Ricard les rejoignirent rapidement. C'est sur la proposition d'un félibre montalbanais  Juli Montmejan que fut adoptée la croix occitane de Toulouse comme emblème de l'école.